# Heribert Barrera i Costa
Heribert Barrera i Costa (Barcelona, 6 juli 1917 - aldaar, 27 augustus 2011) was een Catalaanse scheikundige, patriot, politicus en is de geschiedenis ingegaan als de eerste voorzitter van het Catalaanse Parlement na de terugkeer van de democratie in Spanje.

## Burger en wetenschapper
Hij was de zoon van Martí Barrera i Maresma, een afgevaardigde in het Catalaanse parlement en raadslid van Generalitat de Catalunya voor dit door dictator Francisco Franco in 1939 werd afgeschaft. In zijn vroege jeugd gaf hij blijk van grote politiek interesse en militeerde hij vanuit een linkse en republikeinse overtuiging.
Hij studeerde scheikunde aan de Universiteit van Barcelona. Tijdens zijn ballingschap, van 1939 tot 1952, specialiseerde hij zich verder aan de universiteit van Montpellier, waar hij ook wiskunde studeerde.
Aan de Sorbonne in Parijs haalde hij een doctoraat in de natuurwetenschappen. Hij was hoogleraar aan de universiteit van Montpellier en van 1970 tot aan zijn pensioen in 1984 aan de universiteit van Barcelona. Hij heeft een groot oeuvre aan wetenschappelijke en politieke geschriften nagelaten.
Hij was voorzitter of actief lid van diverse vooraanstaande burgerlijke en wetenschappelijke verenigingen: Societat Catalana de Ciències Físiques, Químiques i Matemàtiques, het Institut d'Estudis Catalans, de Societé Française de Chimie, de American Chemical Society en Òmnium Cultural.

## Politicus
Zijn eerste politieke stappen zette hij al in 1934 binnen de studentenverenigingen Nationale Federatie van Catalaanse Studenten en Bloc escolar nacionalista. In woord en geschrift verrichtte hij baanbrekend werk voor Catalaanse zelfbeschikking (en op latere leeftijd voor Catalaanse onafhankelijkheid).
Na de Spaanse Burgeroorlog reorganiseerde hij de partij ERC in ballingschap, waardoor ze in moeilijke omstandigheden kon overleven.
Toen de partij na de dood van Franco (1975) weer legaal was, werd hij in 1976 de eerste secretaris-generaal en van 1991 tot 1995 partijvoorzitter. Van 1977 tot 1980 was hij lid van het Consell Català del Moviment Europeu en afgevaardigde in het Spaanse Lagerhuis. In 1980 werd hij in het Catalaanse parlement verkozen, waar hij tot 1988 bleef zetelen. Van 1980 tot 1984 was hij parlementsvoorzitter, de eerste na het herstel van de democratie en de Catalaanse instellingen in Spanje en de zevende sedert het eerste parlement uit 1932. Van 1991 tot 1994 was hij lid van het Europees Parlement.
In 2001 publiceerde schrijver en journalist Enric Vila Que pensa Heribert Barrera? ('Wat denkt Heribert Barrera?'), een werk dat nogal wat ophef veroorzaakte wegens de omstreden standpunten van Barrera over de gevaren van de immigratie voor de toekomst van Catalonië, diens racistische uitspraken ("In Amerika hebben zwarten een lager IQ dan blanken") en diens mening dat zwakbegaafden verplicht gesteriliseerd moesten worden. Andere leden van ERC, zoals toenmalige secretaris-generaal Josep Lluís Carod Rovira, namen afstand van zijn stellingname over immigratie. In latere interviews heeft hij zelf zijn standpunt over het gevaar van immigratie afgezwakt. In 2009 raakte hij wat in de marge van zijn partij; in een van zijn laatste artikelen in het dagblad Avui pleitte hij voor Catalaanse onafhankelijkheid en gaf hij lucht aan zijn pessimisme over onderhandelingen met de centrale Spaanse regering.
Ondanks die meningsverschillen bleef hij tot aan zijn dood een actief partijlid. Op 10 juli 2010 liep hij samen met de andere nog levende ministers-presidenten en parlementsvoorzitters (José Montilla, Pasqual Maragall, Jordi Pujol, Ernest Benach en Joan Rigol) vooraan in de grote pro-Catalaanse betoging onder het motto Wij zijn een natie. Wij beslissen. Met honderdduizenden betogers was het een van de grootste manifestaties uit de recente Spaanse geschiedenis. Op 30 april 2011 was hij een van de stichters van de indepentistische vereniging Assemblea de Catalunya 2.0.

## Onderscheidingen
- 1949:  premi Prat de la Riba van het Institut d'Estudis Catalans voor zijn werk Noves contribucions a la síntesi d'àcids arilalifàtics i a la teoria de l'acilació intramolecular. (vertaald: Nieuwe bijdragen aan de synthese van aryl-alifatische zuren en aan de theorie van intramoleculaire alkylering)
- 2000: Medalla d'Honor (Eremedaille) van het Catalaans parlement
- 2011: Medalla d'Or de la Generalitat de Catalunya (postuum)

## Werken
- En defensa del drets nacionals de Catalunya: Intervencio a la Commissio constitucional del Congres de Diputats voordracht voor de commissie voor de nieuwe grondwet in Madrid, 1978
- Lluís Companys, trajectòria dun president, met Francesc Bonamusa, Josep Termes  en Jordi Casassas, Barcelona, Llibres l'Avenç, Coŀlecció Clio, 1990, 200 pp., ISBN 84-85905-75-X
- Cambó, autobiografie (2011) (postuum)